# 查伊薩拉·瓦塔納楠穎
查伊薩拉·瓦塔納楠穎 （1998年4月2日—），出生地泰國曼谷，綽號Jenny，2019年泰國超模大賽冠軍。現為泰國第7電視臺旗下藝人。

## 生平
Jenny於1998年4月2日出生於泰國宋卡府合艾，是家中最小的孩子，有一個姊姊。畢業於蘭實大學建築學院。

## 演藝經歷
2019年，Jenny於泰國超模大賽（Thai Supermodel Contest）中獲得冠軍，隨後加入泰國第7電視臺成為旗下藝人。
2021年，搭檔拉蒂·沃拉羅約廷（Oat）演出首部電視劇《心之愛嶼》。
2022年，在懸疑愛情劇《情困雙嬌》首度擔綱主演。

## 影視作品

### 電視劇
| 首播年份 | 戲名         | 戲名   | 播放平台 | 角色                | 備註 |
| 首播年份 | 譯名         | 原文名 | 播放平台 | 角色                | 備註 |
| 2021年   | 《心之愛嶼》 |        | Ch7HD    | Darun Piboondamrong | 配角 |
| 2022年   | 《情困雙嬌》 |        | Ch7HD    | Lukwha              | 主演 |
| 2023年   | 《珠心戀》   |        | Ch7HD    | Buarin              | 主演 |
| 待公布   | 《無畏挑戰》 |        | Ch7HD    |                     | 主演 |
| 待公布   | 《俏皮情人》 |        | Ch7HD    |                     | 主演 |

## 獎項
| 年份   | 組織                                           | 獎項 | 來源  |
| 2019年 | Thai Super Model Contest 2019 （泰國超模大賽） | 冠軍 | [ 3 ] |

## 外部連結
- 查伊薩拉·瓦塔納楠穎於Ch7HD的簡介 （页面存档备份，存于）（泰文）
- 查伊薩拉·瓦塔納楠穎的Instagram帳戶（泰文）
- 查伊薩拉·瓦塔納楠穎的X（前Twitter）（泰文）

| 奖项与成就                        | 奖项与成就          | 奖项与成就                        |
| --------------------------------- | ------------------- | --------------------------------- |
| 前任者： 葛薩拉·瓦塔娜善 （Fern） | 泰國超模大賽 2019年 | 繼任者： 納塔查·查揚卡農 （Garn） |